# Связующий

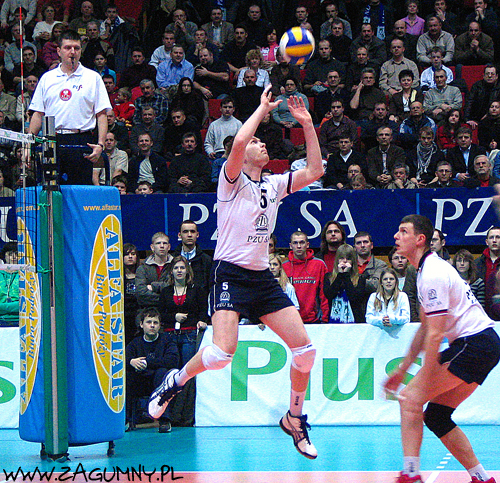
Польский волейболист Павел Загумный, лучший связующий на XXIX Олимпиаде в Пекине.

Связу́ющий (аналог: пасующий, разводящий, плеймейкер) — игровое амплуа в волейболе.

## Назначение
Связующий наносит второй удар по мячу после приема мяча от соперников. Цель — подбросить мяч так, чтобы создать нападающему выгодную позицию для нанесения атакующего удара, который не смогут отразить соперники.
Связующий игрок должен уметь:
- после хорошего приема уметь точно направить передачу нападающим игрокам;
- уметь обслуживать скоростной передачей центрального нападающего, даже при условии неточного приема;
- максимально помогать команде - подача, блок, атака.

## Известные связующие
- Никола Грбич
- Павел Загумный
- Вадим Хамутцких
- Сергей Гранкин